# Саис Вильегас, Доминго
Доминго Герман Саис Вильегас (исп. Domingo Germán Saiz Villegas 14 октября 1912, Мольедо, Кантабрия — 24 апреля 1989, Мольедо, Кантабрия), также известный как Феде  — испанский футболист, игрок сборной Испании.

## Карьера
Хотя Доминго родился в Кантабрии, он вырос в Стране Басков, куда эмигрировала его семья. Более того, именно его собственная семья дала ему прозвище Феде, в память о брате, который умер еще до его рождения.
Доминго дебютировал в качестве профессионального футболиста в футбольном клубе «Алавес», его первый матч состоялся против ФК «Реал Сосьедад» в Аточе (2:2). Он оставался в команде «Алавес» в течение двух сезонов, после чего покинул клуб и подписал контракт с ФК «Реал Сосьедад», хотя в итоге перешел в футбольный клуб «Севилья».
В общей сложности он провел три матча за сборную Испании по футболу. Его дебют состоялся 11 марта 1934 года, против Португалии в отборочном матче к чемпионату мира 1934 года. Семь дней спустя он сыграл свой второй матч, также в отборочном матче, против Португалии. Свой третий и последний матч за национальную команду он провел 31 мая того же года против сборной Италии в матче чемпионата мира 1934 года.
Он умер 24 апреля 1989 года в возрасте 76 лет.